# María Spyráki
María Spyráki (en grec moderne : Μαρία Σπυράκη), née le 11 septembre 1965 à Larissa, est une femme politique grecque, membre de la Nouvelle Démocratie.

## Biographie
Elle étudie la chimie à l'université Aristote de Thessalonique puis le journalisme à la London School of Journalism (en) au Royaume-Uni.
Lors des élections européennes de 2014, elle est élue au Parlement européen, où elle siège au sein du groupe du Parti populaire européen. Elle y est également membre de la commission du développement régional et de la Délégation à la commission parlementaire mixte UE-Macédoine du Nord.
À la suite d'un rapport de l'Office européen de lutte antifraude (OLAF) la mettant en cause, le parquet européen demande la levée de son immunité parlementaire. Elle est ensuite suspendue par son parti, Nouvelle Démocratie.